# Ford Thunderbird

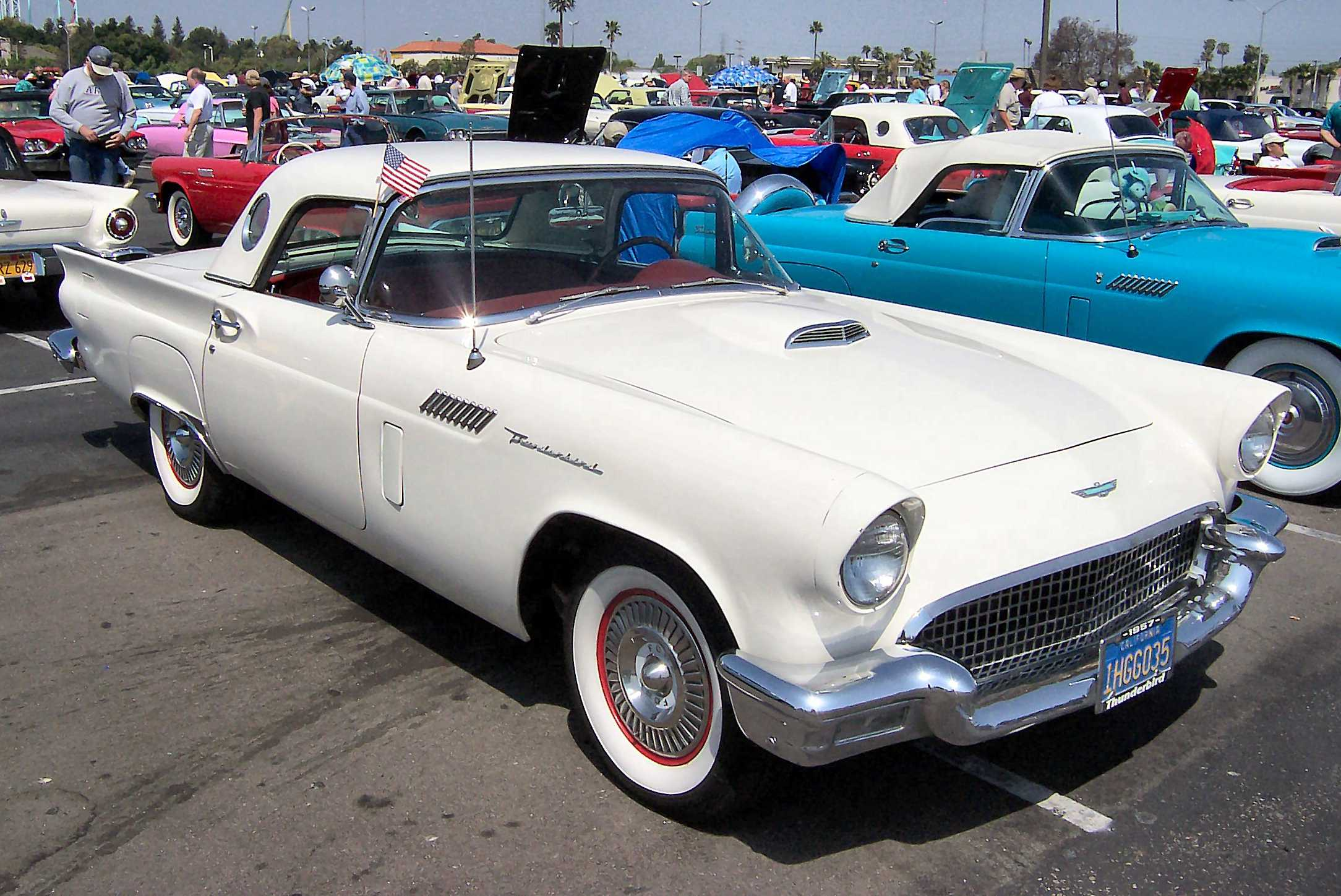
1957 Ford Thunderbird

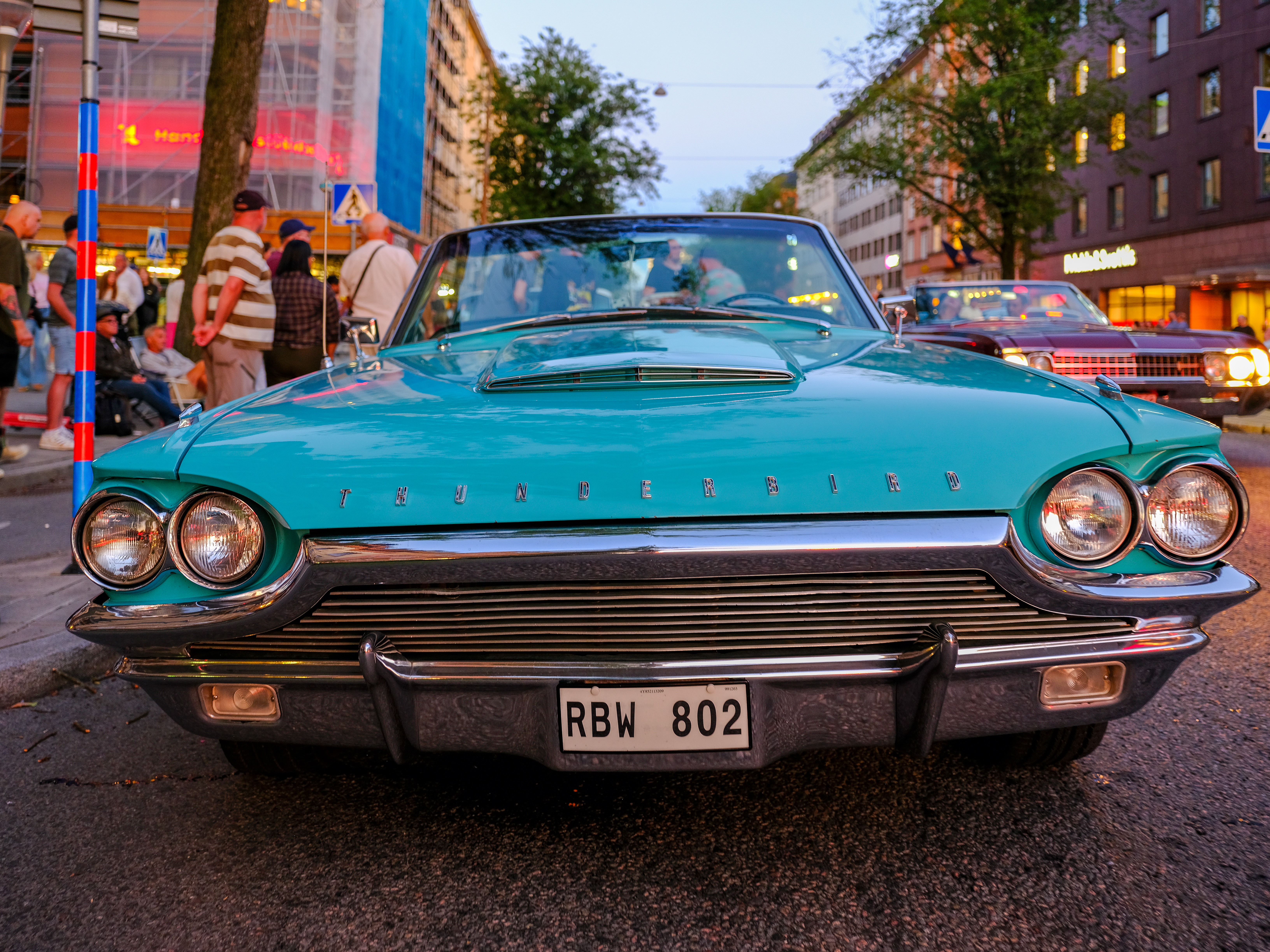
Fronten av en Ford Thunderbird från 1967.

Ford Thunderbird är en sportbil som tillverkades av Ford mellan 1955 och 1997, då tillverkningen lades ned. 2002 återupptogs tillverkningen igen, för att på nytt läggas ner 2005. Totalt har 4,2 miljoner Thunderbirds tillverkats. 
Thunderbirden var Fords svar på GM:s satsning på sportbilsmarknaden i och med introduktionen av Chevrolet Corvette två år tidigare.
Ford bestämde tidigt att bilen skulle ha en V8, till skillnad från Corvettens "Blue flame"-6. En "mock-up" presenterades 1954 för att kolla intresset hos publiken på Detroitmässan. Namnet Thunderbird valdes ut av 5000 namnförslag, och det var Alden "Gib" Giberson som kom med det vinnande förslaget. Han fick en 95$ kostym med ett par extra brallor för idén.
Den första Thunderbirden kom ut som årsmodell 1955 och var lägre och helt olik Fords vanliga personbilar. Den hade en 198/193 hk V8-motor på 4,8 liter, som även användes i polisversionerna av sedanerna, liksom många andra gemensamma komponenter för att hålla kostnaden nere.
Den första generationen var ganska liten och lätt. Med större motorstyrka än hos Corvette och med en manuell växellåda som alternativ blev försäljningen 4½ gånger större än för rivalen under de första tre åren.
16 000 bilar såldes av 1955 års modell, och det fanns 4000 order innan tillverkningen startade.
15 631 bilar såldes av den något moderniserade 1956 års modell.
21 380 bilar såldes av den helt nya 1957 års modell som var den sista årsmodellen av "baby bird". Av den sista årsmodellen fanns olika varianter som kallades C-series, D-series. E-series och F-series. Av den senaste fanns den kompressormatade s.k. D-F Birds som tillverkades i 14 ex.
Ford var säker på att en fyrsitsig version skulle komma att sälja än bättre, så en sådan presenterades 1958. Den sålde bättre, men entusiasterna beklagade försvinnandet av den sportiga tvåsitsiga Thunderbirden. Hästkraftskriget fortsatte dock, så 1959 hade den största motorn en slagvolym på 7 liter och utvecklade 350 hk.
Enligt känt amerikanskt manér kom modellen att bli allt större och tyngre vid varje generationsskifte. Vid sextiotalets slut presenterades en fyradörrars Thunderbird.
Ford har under många år framgångsrikt tävlat med Thunderbird i racingserien NASCAR.

## Andra amerikanska sportbilar
- Dodge Viper
- Pontiac Fiero
- Chevrolet Corvette